# Чарлі Мусонда (футболіст, 1969)
Чарлі Мусонда (англ. Charles Musonda, нар. 22 серпня 1969, Муфуліра) — замбійський футболіст, що грав на позиції півзахисника, зокрема за бельгійський «Андерлехт», а також за національну збірну Замбії.

## Клубна кар'єра
У дорослому футболі дебютував 1986 року виступами на батьківщині за команду «Муфуліра Вондерерс».
1987 року був запрошений до бельгійського «Серкля» (Брюгге), звідки наступного року перейшов до «Андерлехта». Захищав кольори команди з Андерлехта протягом наступного десятиріччя. За цей час чотири рази виборював титул чемпіона Бельгії, по три рази ставав володарем Кубка і Суперкубка країни. Протягом частини 1996 року на умовах оренди грав у США за «Сакраменто Скорпіонс».
Завершував ігрову кар'єру у Німеччині, де протягом 1997—1998 років грав за другу команду клубу «Енергі» (Котбус).
Згодом повернувся до Бельгії, де вже як тренер юнацьких команд працював в структурах «Гента» та «Андерлехта».

## Виступи за збірну
1988 року дебютував в офіційних матчах у складі національної збірної Замбії. Загалом протягом кар'єри у національній команді, яка тривала 6 років, провів у її формі 48 матчів, забивши 4 голи.
Був учасником футбольного турніру на Олімпіаді-1988.

## Особисте життя
Має трьох синів, Ламішу, Тіку та Чарлі-молодшого, які народилися під час його виступів у Бельгії і займалися футболом в академії «Андерлехта». Найбільших успіхів досяг молодший син, також Чарлі, який згодом перейшов до клубної системи лондонського «Челсі», де провів декілька матчів за головну команду.

## Титули і досягнення
- Чемпіон Бельгії (4):

«Андерлехт»: 1990–1991, 1992–1993, 1993–1994, 1994–1995
- Володар Кубка Бельгії (3):

«Андерлехт»: 1987—1988, 1988—1989, 1993—1994
- Володар Суперкубка Бельгії (3):

«Андерлехт»: 1987, 1993, 1995